# Jörgen Skafte Rasmussen
Pour les articles homonymes, voir Rasmussen.
Jörgen Skafte Rasmussen (30 juillet 1878-12 août 1964) est un ingénieur et homme d'affaires danois, pionnier de l'automobile, personnage clef de la fédération Auto Union (ex Audi).

## Biographie
Jörgen Skafte Rasmussen nait le 30 juillet 1878 à Nakskov au Danemark. Fils d’un armateur et capitaine de marine, il a juste un an lorsque son père meurt. Il poursuit des études d'ingénieur à Mittweida et à Zwickau.
En 1907 il construit une usine à Zschopau pour fabriquer des machines à vapeur.
Durant la première Guerre mondiale, il fonde la marque allemande DKW pour fabriquer et expérimenter des véhicules à vapeur, puis des moteurs à deux temps après 1918 sur des motos. Il devient en 1928 avec Zschopauer Motorenwerke le plus grand constructeur de motos du monde. 
À la suite de la crise de 1929, Ramussen devient un personnage clef d'Auto Union né de la fusion entre Audi, DKW, Horch et Wanderer. Il est membre du conseil d’administration entre 1932 et 1934 puis se retire en 1935. 
Après la Seconde Guerre mondiale il retourne au Danemark où il décède à Copenhague le 12 août 1964.